# Affaire Michel Ambras
L'affaire Michel Ambras (ou affaire Pomonti) est une  affaire criminelle française dans laquelle Willy Pomonti, un retraité de 69 ans, a été torturé puis assassiné dans la nuit 15 au 16 avril 1996 chez lui à La Celle-Saint-Cloud (Yvelines).

## Biographies

### La victime
Willy Pomonti était un architecte à la retraite résidant dans une maison de banlieue parisienne à La Celle-Saint-Cloud. Il vivait entre Paris et le sud de la France où vivait sa femme. En effet, malgré le fait que le couple soit séparé sur lettre, tous deux se voyaient régulièrement et volontiers. Ils eurent deux enfants : Florence et Éric, le fils aîné.
Son entourage ne lui connaissait aucun ennemi, sa situation financière était stable (absence de dettes) et il était inconnu des services de police. Perçu comme un homme aussi serviable qu'agréable, il menait une vie plutôt paisible et entretenait de bonnes relations avec sa famille et son voisinage.

### L'assassin
Michel Ambras est né en 1959. Âgé de 36 ans au moment des faits, il décède à 58 ans, en 2018. Avant cette affaire et malgré un passé parsemé d’actes délictueux, l’homme n’aurait apparemment commis aucun acte criminel jusqu’alors et était inconnu des services de police pour le moindre fait de violence.

## Faits
Le mardi 16 avril 1996 au matin, la police reçoit l’appel d’un homme signalant la découverte du corps inanimé de son voisin au 15 allée Horace Vernet, dans le quartier de la Châtaigneraie à La Celle Saint-Cloud.

### L'enquête judiciaire
Peu habituée à traiter les affaires criminelles, la police de secteur appelle la police judiciaire de Versailles en renfort. En arrivant à l’adresse indiquée par le voisin quelques instants plus tôt, les enquêteurs figent la scène de crime et procèdent aux premières constatations : des objets et des meubles ont été renversés, les tiroirs ont été ouverts et fouillés, des papiers jonchent le sol et le poste de télévision semble avoir été déplacé (comme pour être emporté), autant d’éléments donnant à penser qu’il s’agissait d’un cambriolage qui aurait tourné en meurtre.
Sur les lieux les policiers observeront qu’aucune issue n’a été forcée (absence de trace d’effraction). En pénétrant dans l'enceinte de la villa ils s’apercevront que les murs du couloir sont tachés de sang et que des objets sont éparpillés au sol, sur lequel se trouvait une perceuse ensanglantée. Leur progression les mènera jusqu’à l’entrée du couloir où un escabeau ensanglanté est adossé au mur. À quelques pas de ce dernier de nombreuses éclaboussures et projections parsèment également le sol et les murs, jusqu’à 1 mètre. En suivant les traînées laissées par la victime, les agents ont trouvé la chambre où gisait le cadavre de Willy Pomonti. L’homme était allongé par terre dans une mare de sang, légèrement recroquevillé sur lui-même, les poignets et les chevilles liés par du ruban adhésif. À ses côtés était posée une masse qui avait visiblement servi à l’un des meurtriers.
⌑ Recherche d'indices : Les agents de police judiciaire vont effectuer des prélèvements de traces ADN et rechercheront des indices matériels (preuves). Ils trouvèrent des mégots de cigarettes de différentes marques dans un même cendrier du salon, plusieurs traces de pas (dont deux empreintes de chaussures de sport partielles avec des motifs de semelles particuliers) ainsi qu’un grand nombre de traces digitales (19 au total) sur les meubles, les poignées de portes, les rubans adhésifs ou encore les outils. Cet ensemble de pistes sera envoyé aux laboratoires d’analyse dans le but d’identifier le ou les auteurs de cet homicide.
⌑ Résultats des prélèvements et analyses : L'ADN collecté sur les mégots de cigarettes constitue deux ADN différents : celui de la victime et celui d’un homme inconnu, probablement l’un des auteurs. Sur les 19 relevés de traces digitales, seulement 7 d’entre elles ont pu être exploitées sans toutefois pouvoir être identifiées (elles ne correspondaient pas à l’entourage immédiat de la victime). Celles-ci seront envoyées au Fichier automatisé des empreintes digitales, mais elles ne correspondront à aucun profil connu. Les traces de pas prélevées sur place ne sont pas plus explicites : si la marque et le type des empreintes ont pu être identifiés (taille adulte), la pointure reste approximative (entre un 39 et un 41). À ce stade de l’enquête tous les éléments semblent avoir été exploités.
⌑ Point de vue médico-légal : Le mercredi 17 avril 1996, soit le lendemain de la découverte du corps de Willy Pomonti, une autopsie] est pratiquée à l’Institut médico-légal de l’hôpital universitaire Raymond-Poincaré à Garches (Hauts-de-Seine). Les constatations du médecin légiste préciseront que la mort remontait à la soirée précédant la découverte du corps, soit le 16 avril 1996. Selon le rapport d’autopsie, la victime aurait été perforée à deux endroits, dans le genou et le poignet, à l’aide d'une perceuse dotée d’un foret à béton, utilisée avec un mode spécifique (le mode « marteau-piqueur ») sur 6 cm de profondeur. Le légiste déterminera que ces perforations ont été réalisées ante mortem. De plus, la face et la boîte crânienne du défunt ont été enfoncées avec un objet contondant (la masse retrouvée sur place). Le décès serait intervenu après plusieurs heures de torture : ce serait en effet la douleur qui, au vu de son intensité, aurait provoqué un arrêt cardiaque et mis fin au supplice du défunt.
Les membres de la famille apprendront par le biais de la presse et des médias les détails macabres de ce qu'avait subi leur parent, alors que le souhait des policiers était de ne pas leur communiquer ces éléments afin de les ménager.
⌑ Témoignages :
- D’après le témoignage de la fille de Willy Pomonti, l’absence de trace d’effraction au domicile de son père s’expliquerait par le fait qu’il ne fermait pas les issues de sa maison à clef, il avait pour habitude d’accueillir des voisins chez lui.

- Pierre, le voisin de Willy Pomonti ayant appelé la police, raconte s’être rendu le matin même de la découverte chez son ami après que la femme de ménage l'ait alerté, 15 minutes plus tôt. Quand elle est entrée chez le retraité pour travailler comme à son habitude, elle fut alarmée par le désordre ambiant qui y régnait et eut le sentiment qu'il s’était passé quelque chose d’anormal. Elle remarquera également que la voiture de son patron, une Renault 5 Baccara de couleur beige, avait disparu.
- Une voisine dira de son voisin qu'il était sympathique et toujours prêt à rendre service. Elle dit s'être souvenue que la veille de la découverte du corps, alors qu’elle fermait les volets de sa chambre (aux environs de 23h15), elle a vu la R5 sortir de la cour. Elle dit avoir été étonnée de le voir sortir si tard parce que ce type de comportement n’était pas dans ses habitudes.

La police fera rapidement le lien entre la disparition du véhicule et celle des auteurs : ils veilleront au signalement et à la diffusion du modèle et des caractéristiques de la voiture immatriculée dans les Yvelines. En parallèle, les enquêteurs se rendront compte que l’option de la vengeance personnelle est peu crédible lorsqu’ils se pencheront sur la personnalité de la victime : cette hypothèse sera alors écartée.
Le 30 avril 1996, soit 15 jours après le meurtre, la Renault 5 est retrouvée sur un parking près d’une cité populaire en banlieue parisienne à Ivry-sur-Seine (Val-de-Marne), à 20 km de La Celle Saint-Cloud. Cette zone est connue des services de police pour être un endroit où se concluent différents trafics illicites. La brigade criminelle de Versailles est envoyée sur les lieux en vue d’effectuer les premières constatations : le véhicule est intact. Si à l’intérieur aucune empreinte n’est exploitable, les enquêteurs vont tout de même relever la présence de traces laissées par des objets lourds (peut-être ceux du cambriolage) dans le coffre. Après avoir relevé des indices, les agents ont pris les numéros de plaques d’immatriculation des véhicules environnants et ont procédé aux enquêtes de proximité. Ils se sont également penchés sur la « vie » de ce secteur dans l’espoir de trouver le conducteur de la voiture volée. Contre toute attente, ils recevront un appel anonyme émis par un résidant de la cité qui leur communiquera de nouvelles informations : un groupe de jeunes se serait tenu autour de la voiture la veille. La brigade des stupéfiants du Val-de-Marne connaît ces individus, ils sont notamment impliqués dans des affaires de consommation de stupéfiants, de vols avec violence, de séquestration et de port d’armes. La théorie du cambriolage qui a viré au drame semble alors se préciser, elle confirmerait la violence du crime commis.
Le 14 mai 1996, 5 jeunes cités par l’appel anonyme (4 hommes et 1 femme) verront leur domicile perquisitionné, ils seront ensuite placés en garde à vue. Ce qui devait être un nouveau rebondissement dans l’affaire va s’avérer être une fausse piste. En effet, bien que certains jeunes fument les mêmes cigarettes et aient des chaussures correspondant aux motifs retrouvés sur le sol de la scène de crime, tous les suspects entendus et interrogés (séparément) sur le jour de l’assassinat ont démenti leur implication en présentant un solide alibi. Une comparaison de leurs empreintes digitales avec celles relevées sur la scène de crime aura tout de même lieu, mais aucune ne correspondra. Ils seront alors relâchés.
Pendant près de 7 ans l’enquête sera au point mort, à la limite de la clôture.
En 2006, soit 10 ans après le meurtre de Willy Pomonti, une nouvelle juge d’instruction reprendra l'affaire. Dans un dernier élan elle demandera une nouvelle recherche au Fichier national automatisé des empreintes génétiques en vue de relancer les comparaisons de l’ADN des mégots avec cette nouvelle base de données, qui s'est élargie avec les années. Cette ultime vérification induit la comparaison non plus seulement des criminels sexuels, mais aussi les auteurs de délits (tous les ADN de fichés sont rassemblés, soit environ 17 000 profils différents).
Le 9 juin 2006 un profil correspond, celui de Michel Ambras. Ses antécédents pour des faits de vols, d'escroquerie et de falsification de chèque lui ont valu de se retrouver dans les données de la FNAEG (articles 706-54, 706-55, 706-56 du code de procédure pénale). Si cet homme n’est pas forcément coupable de meurtre, il est certain qu'il s'est déjà rendu au domicile de Willy Pomonti.
Le 13 septembre 2006 le suspect sera interpellé à son domicile d'Aulnay-sous-Bois, où il vivait avec sa femme et ses 4 enfants. Il sera placé en garde à vue puis emmené dans les locaux de la police judiciaire de Versailles pour y être interrogé, il est alors âgé de 46 ans. Dès sa première audition, il niera s’être déjà rendu à La Celle Saint-Cloud. Malgré le fait que sa version contredise la preuve irréfutable qu’ont les agents en leur possession, ils décident de poursuivre l’interrogatoire. Après plusieurs heures, ils prendront la décision de lui présenter les éléments dont ils disposent : sa trace génétique a été formellement constatée et identifiée sur les lieux du crime. Face à cette vérité scientifique indéniable, l’homme changera de version : il confirmera sa présence sur place. Âgé de 36 ans au moment des faits, il déclarera ensuite aux enquêteurs que le 15 avril 1996, alors qu’il vivait sur Paris et après une dispute avec sa future femme, il décide de quitter le domicile pour « se changer les idées ». Il prendra le train sans itinéraire précis, descendra par hasard à l’arrêt de La Celle Saint-Cloud, aux alentours de 17h00, pour marcher et visiter cette ville.
« J’ai vu que le coin avait l’air bien. Je suis descendu du train, et j’ai marché, sans but. »
Après avoir déambulé dans le quartier résidentiel de la Châtaigneraie il tombera sur le domicile ouvert de Willy Pomonti qui se trouvait à une centaine de mètres de la gare, en remontant la rue Horace Vernet. Michel Ambras va alors entrer dans son jardin. En regardant à travers la véranda, il remarquera que le résidant était en train de bricoler et attendra jusqu’à la nuit tombée. Vers 19h00 l’homme, pensant que le propriétaire des lieux était parti, après avoir entendu une porte claquer, s’introduira dans la maison par la porte d’entrée qui n’était pas verrouillée. Il va alors se mettre à fouiller les meubles de la salle à manger avant d'être interrompu par le retraité qui l’agresse avec une perceuse à la main. Il dira ensuite aux enquêteurs qu’il est parvenu à s’emparer de l’outil et qu’il va, durant la lutte, lui asséner des coups. Il précisera s’être retrouvé comme « dans un état second » et affirmera que le résidant était inconscient et non pas décédé. Débordé par la situation il aurait, voyant ses vêtements tachés de sang, ouvert le placard et enfilé des vêtements avant de mettre les siens dans un sac plastique, d'effacer ses empreintes et d'emporter avec lui quelques objets qu’il placera dans la R5 et de prendre la fuite. Il aurait quitté les lieux aux alentours de 23h15 et aurait roulé en direction de Paris, dans le but de rentrer à son hôtel situé dans le 18ème arrondissement de Paris, porte de Clignancourt. Il abandonnera le véhicule sur un parking de la rue du Ruisseau et se débarrassera dans une poubelle du sac contenant ses propres vêtements. À la suite de cette première version, les agents lui montrèrent quelques photographies prises par l’identité judiciaire : les lieux du crime et la victime. Michel Ambras aurait eu une réaction de dégoût, prétendant qu’il n’aurait jamais pu faire une telle chose, que cela n’était pas lui et qu’il ne s’en souvenait pas. Face à tout cela, les agents resteront toutefois perplexes : ils sont convaincus que la déposition est incomplète ou inexacte, surtout lorsque l’interpellé dit ne pas se souvenir avoir fumé sur place et ne pas avoir attaché le retraité alors que les faits tendent à prouver le contraire.
Le 14 septembre 2006, le suspect est mis en examen pour meurtre avec actes de torture et de barbarie. Il sera envoyé à la maison d'arrêt de Bois-d'Arcy (Yvelines) en région parisienne. Depuis sa cellule, l’homme ne cessera de dire qu’il est innocent. Il enverra une première lettre à sa sœur 5 jours après son incarcération. Plus tard, il en écrira une seconde à destination du juge d’instruction, prétextant qu’il aurait des révélations à faire. Sa demande sera prise au sérieux, il sera donc entendu.
La seconde version des faits relatera une tout autre histoire. Lors de la deuxième audition, il expliquera qu'il se serait rendu chez Willy Pomonti accompagné d’un homme répondant au nom de Patrick Lepetit, rencontré quelques années plus tôt dans un bar. Michel Ambras se présentera alors comme un « suiveur » dans cette affaire et accusera l'autre individu comme seul initiateur de la visite au domicile de l’architecte à la retraite. Ce serait également cet homme qui l’aurait emmené sur place, en lui demandant simplement de faire le guet pendant que lui s’introduirait dans la maison. Pour rester en contact durant l’opération, tous deux auraient été reliés par un moyen de communication de type talkie-walkie afin de donner l’alerte en cas de problème ou de survenue de la police. Patrick Lepetit serait alors entré dans la maison pendant que lui aurait attendu à l’extérieur. Michel Ambras dira aux policiers qu’après trois quarts d'heure il commençait à ressentir du stress. Quelques instants après le meneur de l’opération l’aurait appelé, affolé. C’est vers 22h30 qu’Ambras aurait accouru pour rejoindre Patrick Lepetit à l’intérieur de la maison et qu'il aurait trouvé son acolyte dans un état d’excitation extrême, souillé de sang, lui répétant « qu’il a fait quelque chose de grave ». Jusqu’à ce qu’il pénètre dans la chambre, Ambras aurait été dans un état d’incompréhension face à la situation qui se présentait à lui. Son compère aurait prétexté que l'agression du retraité était due à l’effet de surprise, de la légitime défense. De là, Michel Ambras n’aurait fait qu’écouter les ordres de Lepetit et se serait exécuté lorsque celui-ci le sollicitait pour mettre des objets dans le coffre de la voiture de la victime. Il justifie sa soumission par le fait qu’il était effrayé : son ami aurait proféré des menaces envers lui et sa famille s’il parlait de quoi que ce soit, ce qui l’aurait convaincu de garder le silence pendant plus de 10 ans (jusqu’à ce qu’il soit interpellé). Après avoir chargé le véhicule, Lepetit serait parti au volant de la R5 tandis qu’Ambras, apeuré et abasourdi, serait retourné à l’intérieur de la villa. Ne sachant pas quoi faire, il se serait mis à fumer avant d’appeler un taxi pour rentrer jusqu’à son hôtel. Depuis cette nuit, il ne l'aurait jamais revu.
Lorsque les enquêteurs vont lui demander plus de précisions sur ce complice en vue de l’identifier, Michel Ambras en fera une brève description physique et indiquera qu’il vivait aux alentours de Villeneuve-la-Garenne (Hauts-de-Seine). Après avoir mené quelques recherches en suivant ces indications, les policiers vont trouver plusieurs individus répondant au nom de Patrick Lepetit qui pourraient correspondre. Pour démarquer le concerné, ils présenteront à Michel Ambras une planche où figurent plusieurs photographies. Après identification d'un homme il s’avère que les affirmations qu’avait fournies Ambras étaient fiables : cet homme aurait déjà été condamné et fait de la prison, il serait également connu des services de police pour des faits de vol avec violence, de menace et d’atteinte à la vie humaine. D’après Ambras ce serait cet homme qui aurait torturé et tué Willy Pomonti. Seulement, certains éléments ne concordent pas avec les preuves : en plus des empreintes digitales qui ne coïncident pas, le jour du meurtre Lepetit travaillait de 19h00 jusqu’à 8h00 du matin. Qui plus est, l’homme est décédé en prison d’un cancer en 2005. Face à ces informations, Michel Ambras dit avoir été surpris de les apprendre.
Jusqu’en 2008 Michel Ambras sera incarcéré et ne donnera aucune explication supplémentaire.
Le 3 septembre 2008 une reconstitution a eu lieu sur demande du juge. Sur place l’accusé maintiendra qu’il n’a rien fait. Il semblera calme et courtois mais refusera de mimer les gestes de l'acte. Michel Ambras maintiendra la dernière version des faits jusqu’à son procès. La reconstitution n'apportera pas plus d'éléments.

## La procédure judiciaire
Le 13 septembre 2010 s’ouvre le procès de Michel Ambras devant la Cour d’assises de Versailles (Yvelines). Ses avocats ont notamment basé leur plaidoirie sur la personnalité et les antécédents de leur client (pas d’actes de violence). Cependant, l’ADN retrouvé sur les lieux du crime atteste sa présence et, à l’issue des trois jours de débat, l’avocat général rend son réquisitoire pour le meurtre de Willy Pomonti : il requiert une peine de 30 ans de réclusion criminelle, le maximum encouru étant la perpétuité. Les zones d’ombres de cette affaire bénéficieront à l’accusé, la peine étant intimement liée à la présomption d’innocence ; de ce fait, la charge de la preuve de culpabilité incombait à la partie poursuivante, c'est-à-dire le ministère public ou la partie civile.
Malgré de nombreuses questions demeurant sans réponses le verdict sera le suivant : Michel Ambras est condamné à 25 ans de réclusion criminelle assortie d'une peine de sûreté des deux tiers pour le meurtre de Willy Pomonti. L’accusé ne fera pas appel. Il décède dans le 13e arrondissement de Paris le 21 juin 2018, à l'âge de 58 ans.

## Documentaires télévisés
- « Affaire Pomonti : Trahi par une Cigarette », 18 mai 2020, Canal Crime.
- « Michel Ambras, L'homme à la cigarette » le 27 novembre 2011 dans Faites entrer l'accusé présenté par Frédérique Lantieri sur France 2.
- « Le supplice de l'architecte », 5 avril 2018 dans Indices sur Numéro 23.

## Émission radiophonique
- « Michel Ambras, le tueur à la perceuse » le 17 février 2018 dans l'émission Hondelatte raconte de Christophe Hondelatte sur Europe 1.